# نقطه کور (مجموعه تلویزیونی)
نقطه کور (به انگلیسی: Blindspot) یک مجموعهٔ تلویزیونی جنایی آمریکایی است که توسط مارتین گرو ساخته شده‌ است. بازیگران اصلی این مجموعه جیمی الکساندر و سالیوان استیپلتون می‌باشند. ساخت این مجموعه در ۱ مه ۲۰۱۵ توسط ان‌بی‌سی آغاز شد و اولین بار در ۲۱ سپتامبر ۲۰۱۵ به نمایش گذاشته شد. ان‌بی‌سی در نوامبر ۲۰۱۵ شروع به کار روی دومین فصل این مجموعه کرد.

## فصل ها و قسمت ها
| فصل | قسمت‌ها | قسمت‌ها | تاریخ اصلی روی آنتن رفتن | تاریخ اصلی روی آنتن رفتن |
| فصل | قسمت‌ها | قسمت‌ها | اولین بار                | آخرین بار                |
| --- | ------ | ------ | ------------------------ | ------------------------ |
| ۱   | ۲۳     | ۲۳     | ۲۱ سپتامبر ۲۰۱۵          | ۲۳ مه ۲۰۱۶               |
| ۲   | ۲۲     | ۲۲     | ۱۴ سپتامبر ۲۰۱۶          | ۱۷ مه ۲۰۱۷               |
| ۳   | ۲۲     | ۲۲     | ۲۷ اکتبر ۲۰۱۷            | ۱۸ مه ۲۰۱۸               |
| ۴   | ۲۲     | ۲۲     | ۱۲ اکتبر ۲۰۱۸            | ۳۱ مه ۲۰۱۹               |
| ۵   | ۱۱     | ۱۱     | ۷ مه ۲۰۲۰                | ۲۳ ژوئیه ۲۰۲۰            |

## داستان

### فصل اول
نقطهٔ کور به داستان زنی می‌پردازد به نام (جین دو) که حافظه‌اش را کاملاً از دست داده و به صورت اسرارآمیز در میدان تایمز با خالکوبی های زیادی روی بدنش توسط پلیس پیدا می‌شود. اف‌بی‌آی وی را به دلیل اینکه تتوی‌های عجیبی دارد بر روی بدنش تحت مراقبت امنیتی قرار می‌دهد.به دلیل اینکه وی (یادزدودگی پس گستر دارد) در کل نمی‌داند که چه کسی است. ماموران اف‌بی‌آی فکر می‌کنند وی به دلیل اینکه مهارت‌های زیادی در زبان و مبارزه تن به تن دارد در نیروی ویژه دریایی خدمت کرده‌است.اف بی ای به دنبال هویت واقعی او می‌باشد اما نمی‌تواند هیچ اطلاعاتی پیدا کند. ازمایش‌های (دی ان ای) نشان می‌دهد که وی هیچ گونه سابقه یی در دیتابیس اطلاعات اماری ایالات متحده ندارد.اف‌بی‌آی با رمز گشایی از خالکوبی های جین متوجه می شود هر خالکوبی یک فساد در دستگاه سیاسی و امنیتی آمریکا را بر ملا می کند. این خالکوبی ها دو منظور برای اف‌بی‌آی دارد که هم می تواند با فساد در آمریکا مبارزه کند و هم به گذشته جین پی ببرد.

### فصل دوم
پس از سه ماه شکنجه جین توسط سی آی ای، ناز کمال رئیس زیرو دیویژن که مامور ویژه تحقیق بر روی گروه تروریستی سند استورم بود پیشنهاد می کند تا جین را به صورت عامل نفوذی به این گروه بفرستند تا از برنامه های آینده این گروه با خبر شوند. جین با فردی با نام رومن آشنا می شود و رومن وی را پیش رهبر اصلی گروه سند استورم با نام "شپرد" می برد. ملاقات شپرد و جین باعث این می شود که جین نام اصلی خود را متوجه شود. شپرد از جین می خواهد که به عنوان عامل نفوذی سند استورم در اف‌بی‌آی باشد. حال جین باید انتخاب کند که کدام سمت را بگیرد. از طرفی نیز هنوز شپرد و اف‌بی‌آی نیز مطمئن نیستند که جین به آنها اعتماد کرده باشد به همین دلیل هر کدام آزمایش هایی را از جین می گیرند تا متوجه شوند جین کدام سمت را برای همکاری انتخاب کرده است.

### فصل سوم
پس از رفتن جین از نیویورک، سربازان ونزوئلایی پترسون، زاپاتا و رید را ربوده و دستگیر می کنند. ولر یک جعبه فلزی را پیدا می کند و برای نجات همکارانش به دنبال جین می رود. پس از پیدا کردن جین، مشخص می شود برای باز کردن این جعبه نیاز به اثر انگشت همزمان جین و ولر می باشد. پس از باز کردن جعبه معما های جدیدی پیدا می شود که این معما ها راه را برای نجات پترسون، زاپاتا و رید هموار کرده و همچنین از چندین حملات تروریستی جلوگیری می کند. در همین حین رومن نیز به بارسلون رفته است تا در یک حراجی بزرگ که توسط بلیک کرافورد (دختر تاجر بزرگ هنک کرافورد) ایجاد شده است شرکت کند تا با حضور در این مراسم و همچنین هم صحبتی با بلیک، راه خود را برای نفوذ به تیم کرافورد باز کند.

### فصل چهارم
اثرات سم زیپ بر روی بدن جین، باعث می شود تا به مرور زمان به شخصیت قبلی خود یعنی رمی تبدیل شود. جین به دنبال تمامی اعضای باقی مانده از سنداستورم می گردد تا ادامه حملات تروریستی را انجام داده و شپرد را از زندان سی آی ای نجات دهد. زاپاتا و بلیک کرافورد در زوریخ برای تعیین هیئت مدیره جدید شرکت کرافورد هستند که یکی از اعضای هیئت مدیره با نام مادلین بورک، در نوشیدنی بقیه اعضا سم ریخته و همه را می کشد. تنها کسی که نوشیدنی را نمی خورد زاپاتا است و اعلام می کند که قصد دارد برای مادلین و به قدرت نشستنش کار کند. مادلین هم تصمیم می گیرد تا زاپاتا را در تیم خود قرار دهد. با توجه به حضور قبلی وی در اف‌بی‌آی و سی آی ای می تواند دارایی مناسبی برای تصمیمات تروریستی آینده مادلین باشد.

### فصل پنجم
پاپوش درست کردن مادلین بورک برای اعضای اف‌بی‌آی باعث شد تا خودش به عنوان مسئول امنیت ملی کشور تبدیل شود و تمامی نیروهای امنیتی ایالات متحده به دنبال اعضای اف‌بی‌آی باشند. از طرفی هر یک از اعضای اف‌بی‌آی در نقاط مختلف جهان مخفی شده اند تا راه دسترسی به آنها سخت تر باشد تا اینکه در میدان تایمز نیویوک به یکباره تابلو های تبلیغاتی نمادی از خالکوبی جین را نشان می دهد. نیروی های امنیتی این کار را نشانه ای برای بازگشت اعضای اف‌بی‌آی دانسته و با تمامی قوا آماده نبرد با آنها می شوند و از طرفی اعضای اف‌بی‌آی نیز در صدد این هستند که بفهمند این نشانه از چه کسی و به چه علت بوده است.

## بازیگران
| بازیگر                   | نقش                  | توضیحات                                               | فصل   | فصل   | فصل   | فصل   | فصل   |
| بازیگر                   | نقش                  | توضیحات                                               | ۱     | ۲     | ۳     | ۴     | ۵     |
| ------------------------ | -------------------- | ----------------------------------------------------- | ----- | ----- | ----- | ----- | ----- |
| سالیوان استیپلتون        | کرت ولر              | مأمور ویژه اف‌بی‌آی در دفتر میدانی نیویورک              | اصلی  | اصلی  | اصلی  | اصلی  | اصلی  |
| جیمی الکساندر            | رمی «جین دو» بریگز   | عضو سابق اف‌بی‌آی و عضو سابق گروه تروریستی سند استورم   | اصلی  | اصلی  | اصلی  | اصلی  | اصلی  |
| راب براون                | ادگار رید            | معاون و مأمور ویژه اف‌بی‌آی                             | اصلی  | اصلی  | اصلی  | اصلی  | مهمان |
| آدری اسپارزا             | ناتاشا «تاشا» زاپاتا | مأمور ویژه اف‌بی‌آی و عضو سابق اداره پلیس نیویورک سیتی  | اصلی  | اصلی  | اصلی  | اصلی  | اصلی  |
| اشلی جانسون              | پترسون               | عضو علوم قانونی اف‌بی‌آی                                | اصلی  | اصلی  | اصلی  | اصلی  | اصلی  |
| ماریان ژان-بتیست         | بتانی مفر            | رئیس اف‌بی‌آی نیویورک و عضو سابق گروه دی لایت           | اصلی  | مهمان |       |       |       |
| آرچی پنجابی              | ناز کمال             | رئیس زیرو دیویژن                                      |       | اصلی  | مهمان | مهمان |       |
| لوک میچل                 | رومن بریگز           | برادر جین و عضو گروه تروریستی سند استورم              | مهمان | اصلی  | اصلی  | اصلی  | مهمان |
| میشل هارد                | الن «شپرد» بریگز     | مادر جین و رئیس گروه تروریستی سند استورم              |       | اصلی  | مهمان | مهمان | مهمان |
| اوکولی روچ               | رابرت بوردن          | روان پزشک جین در اف‌بی‌آی                               | اصلی  | اصلی  | مهمان | مهمان | مهمان |
| انیس اسمر                | ریچ دات کام          | برنامه نویس و جنایتکار اینترنتی                       | مهمان |       | اصلی  | اصلی  | اصلی  |
| مری الیزابت ماسترانتونیو | مادلین بورک          | سهامدار شرکت کرافورد                                  |       |       |       | اصلی  | اصلی  |
| توری اندرسون             | بلیک کرافورد         | دختر هنک، معشوقه رومن                                 |       |       | اصلی  | مهمان | مهمان |
| دیوید مورس               | هنک کرافورد          | تاجر و رئیس شرکت کرافورد                              |       |       | اصلی  |       | مهمان |
| مری استوارت مسترسون      | النور هرست           | جایگزین رئیس اف‌بی‌آی نیویورک                           |       | اصلی  | اصلی  | مهمان | مهمان |
| آرون آبرامز              | متیو ویتز            | دادستان ایالات متحده آمریکا                           | مهمان | مهمان | مهمان | اصلی  | اصلی  |
| چد دنلا                  | جیک کیتون            | جایگزین تام کارتر در سی آی ای                         |       | اصلی  | مهمان | مهمان | مهمان |
| تریسته کلی دون           | الی نایت             | عضو سرویس مارشال‌های ایالات متحده و دوست دختر سابق کرت | اصلی  | مهمان | مهمان | مهمان | مهمان |
| جوردانا اسپیرو           | سارا ولر             | خواهر کرت، دوست دختر سابق ادگار                       | اصلی  |       |       |       | مهمان |
| مایکل گستن               | تام کارتر            | رئیس سی آی ای و عضو سابق گروه دی لایت                 | اصلی  |       |       |       | مهمان |
| جی او. ساندرس            | بیل ولر              | پدر کرت و سارا                                        | اصلی  |       |       |       | مهمان |
| فرانسوا آرنو             | اسکار                | نامزد قبلی جین و از اعضای گروه تروریستی سند استورم    | اصلی  |       |       |       | مهمان |
| جاش دین                  | بوستون آرلیس کرب     | هکر و جنایتکار اینترنتی                               | مهمان | مهمان | مهمان | مهمان | مهمان |
| اجای نایدو               | شو اختر              | قاچاقچی                                               | مهمان |       | مهمان | مهمان | مهمان |
| ساریتا چودری             | سوفیا وارما          | معاون سیاسی کاخ سفید                                  | مهمان |       |       |       | مهمان |
| دیلن بیکر                | سم پلینگتون          | بازرس اف‌بی‌آی                                          | مهمان |       | مهمان |       | مهمان |
| هتر برنس                 | کیتی گوستافسون       | هکر اینترنتی و همکار پترسون                           |       |       | مهمان | مهمان | مهمان |
| چاسک اسپنسر              | دومنیک مسترز         | معاون مادلین                                          |       |       |       | مهمان | مهمان |
| بریتنی اولدفورد          | کلودیا مورفی         | مامور مخفی ام آی سیکس                                 |       |       |       | مهمان | مهمان |